# Solo (filme de 2009)
Solo é um filme de Ugo Giorgetti do ano de 2009 que tem como protagonista e único personagem Antônio Abujamra.